# Diplocephalus subrostratus
Diplocephalus subrostratus là một loài nhện trong họ Linyphiidae.
Loài này thuộc chi Diplocephalus. Diplocephalus subrostratus được Octavius Pickard-Cambridge miêu tả năm 1873.